# Autoroute A 199
Die Autoroute A 199 war eine im Jahr 1976 fertiggestellte französische Autobahn, die die Städte Torcy und Noisy-le-Grand in der Nähe von Paris parallel verlaufend zur Autobahn A 4 miteinander verband. Im Jahr 2006 wurde sie zur D 199 abgestuft.